# 1. SC Znojmo
1. Sport Club Znojmo Fotbalový klub a.s.w skrócie 1. SC Znojmo – klub piłkarski ze Znojma w Czechach. Został założony w roku 1953. Obecnie gra w IV lidze czeskiej.

## Historyczne nazwy
- 1953 – Rudá hvězda Znojmo (Rudá hvězda Znojmo)
- 1969 – TJ Rudá hvězda Znojmo (Tělovýchovná jednota Rudá hvězda Znojmo)
- 1989 – fuzja z TJ Sokol Práče, w wyniku której powstał TJ Rudá hvězda Znojmo-Práče (Tělovýchovná jednota Rudá hvězda Znojmo-Práče)
- 1990 – SKP Znojmo-Práče (Sportovní klub policie Znojmo-Práče)
- 1992 – SKP Znojmo (Sportovní klub policie Znojmo)
- 1993 – SKPP Znojmo (Sportovní klub pohraniční policie Znojmo)
- 1994 – fuzja z TJ Sokol Rapotice, w wyniku której powstał VTJ Znojmo-Rapotice (Vojenská tělovýchovná jednota Znojmo-Rapotice)
- 1995 – VTJ Znojmo (Vojenská tělovýchovná jednota Znojmo)
- 1999 – Fotbal Znojmo
- 2000 – fuzja z FC Znojmo, w wyniku której powstał 1. SC Znojmo FK (1. Sport Club Znojmo fotbalový klub)

## Stadion
Domowe mecze klub rozgrywał na stadionie o nazwie Stadion Miejski, położonym w mieście Znojmo. Stadion może pomieścić 8000 widzów.